# Japonais (peuple)
Ne doit pas être confondu avec Yamato (peuple), Aïnous (ethnie du Japon et de Russie) ou Ryukyuans.
Cet article s'intéresse au peuple japonais du point de vue ethnologique, c'est-à-dire au groupe humain constituant les Japonais (en japonais 日本人, Nihonjin) sous l'angle de l'anthropologie culturelle.
On notera néanmoins que le mot Japonais (Nihonjin) possède plusieurs sens, puisqu'il désigne à la fois toutes les personnes de nationalité japonaise, toutes les personnes d'appartenance ou d'origine ethnique japonaise (bien que les membres de diaspora soient plus souvent appelés Nikkeijin), ou encore les personnes dont l'identité se rattache au Japon, que ce soit d'un point de vue ancestral, culturel, ou national.

## Vocabulaire
En japonais, « Japon » (日本) se dit Nihon ou Nippon. Le nom 日本 veut dire « origine du soleil ». En effet, 日 signifie soleil (ou jour) et 本 signifie origine (ou racine). On peut donc donner comme signification à ce nom « le pays du soleil levant ». C’est lors des premiers échanges commerciaux avec la Chine (selon la tradition, par le biais d’une lettre du prince régent Shōtoku) que cette appellation, logique du point de vue du voisin occidental chinois, fut introduite, alors que les Japonais de l’époque désignaient leur pays sous le nom de Yamato (大和, un ateji désignant à l'origine une région géographique de Nara). D’abord prononcé Hi-no-moto, il lui fut préféré, à partir de l'époque de Nara (VIIIe siècle) les prononciations Nihon ou Nippon, appellations encore en usage de nos jours. Yamato (大和) est désormais le nom que l’on donne à la période historique allant de 250 à 710. C’est en fait le nom de la première structure impériale connue qui exerçait son pouvoir autour de Nara (奈良) aux environs du Ve siècle. Aujourd’hui, on trouve toujours le mot Yamato pour désigner l'ancienne population dépendant de cette entité politique et considérée comme le noyau culturel du peuple japonais d'aujourd'hui, héritage revendiqué notamment à travers l'expression Yamatodamashii (大和魂, « l’esprit japonais »).
Le terme français de Japon (et donc, de Japonais) viendrait très certainement de la prononciation chinoise de 日本 (rìbĕn [ʐ̩˥˩.pən˨˩˦] en mandarin d’aujourd’hui). Marco Polo utilisait le terme de Cipangu, dérivé du chinois Zipang utilisé par les Chinois pour désigner le Japon à cette époque. Nippon est également utilisé dans la langue française comme adjectif qualificatif pour désigner tout ce qui provient de l'archipel.
La langue japonaise quant à elle distingue, d'une part les citoyens japonais (ceux qui disposent de la nationalité, avec de plus des termes différents employés pour désigner ceux résidant au Japon et ceux installés ou en déplacement à l'étranger), d'autre part les ressortissants d'autres pays issus de la diaspora japonaise. Ainsi, Nihon-jin (日本人, littéralement « personne du Japon ») est employé tant de façon générique pour les quelque 127 millions de citoyens japonais, que plus particulièrement pour désigner ceux d'entre eux qui résident au Japon. En revanche, Hōjin (邦人, littéralement « personne du pays ») est utilisé pour désigner les citoyens présents à l'étranger — touristes, hommes d'affaires ou étudiants ayant quitté l'archipel pour des durées plus ou moins longues —, le mot étant fréquemment employé dans les médias, lorsque ceux-ci parlent d'une catastrophe ayant fait des victimes japonaises. Nikkeijin (日系人, littéralement « personne de lignée japonaise »), ou Nikkei (日系, littéralement « de lignée japonaise »), est le mot générique pour les immigrants japonais et leurs descendants dans le monde (dont la principale communauté reste les Nippo-Américains), de toute génération, y compris ceux venus ou revenus vivre ou travailler au Japon, mais n'en ayant pas la citoyenneté.
Sous la loi japonaise, les adultes ne peuvent généralement pas avoir la citoyenneté japonaise et étrangère à la fois (double nationalité) :
- ceux qui ont acquis la double nationalité avant l'âge de 20 ans doivent choisir une seule nationalité avant l'âge de 22 ans.
- ceux qui ont acquis la double nationalité après l'âge de 20 ans doivent choisir une seule nationalité en 2 ans.

Beaucoup d'étrangers naturalisés japonais, décident d'adopter un nom japonais, bien que n'y étant pas obligés. Aucune loi n'interdit à un Japonais d'origine étrangère d'être élu à la Diète, le parlement national japonais, comme Marutei Tsurunen, Finlandais jusqu'à sa naturalisation, qui est devenu le premier Japonais d'origine étrangère à devenir parlementaire. Ainsi, un Japonais d'origine étrangère pourrait devenir le premier ministre du Japon. Probablement à cause de la difficulté à obtenir la citoyenneté japonaise et à cause des différences culturelles, les Japonais d'origine étrangère représentent un tout petit pourcentage de la population japonaise. À la différence des pays où les personnes qui y naissent sont automatiquement naturalisées, beaucoup de personnes qui naissent puis vivent au Japon de façon permanente, comme les Coréens et les Chinois, gardent leur nationalité d'origine (voir Zainichi).

## Histoire et ethnogenèse

### Le mythe fondateur shinto

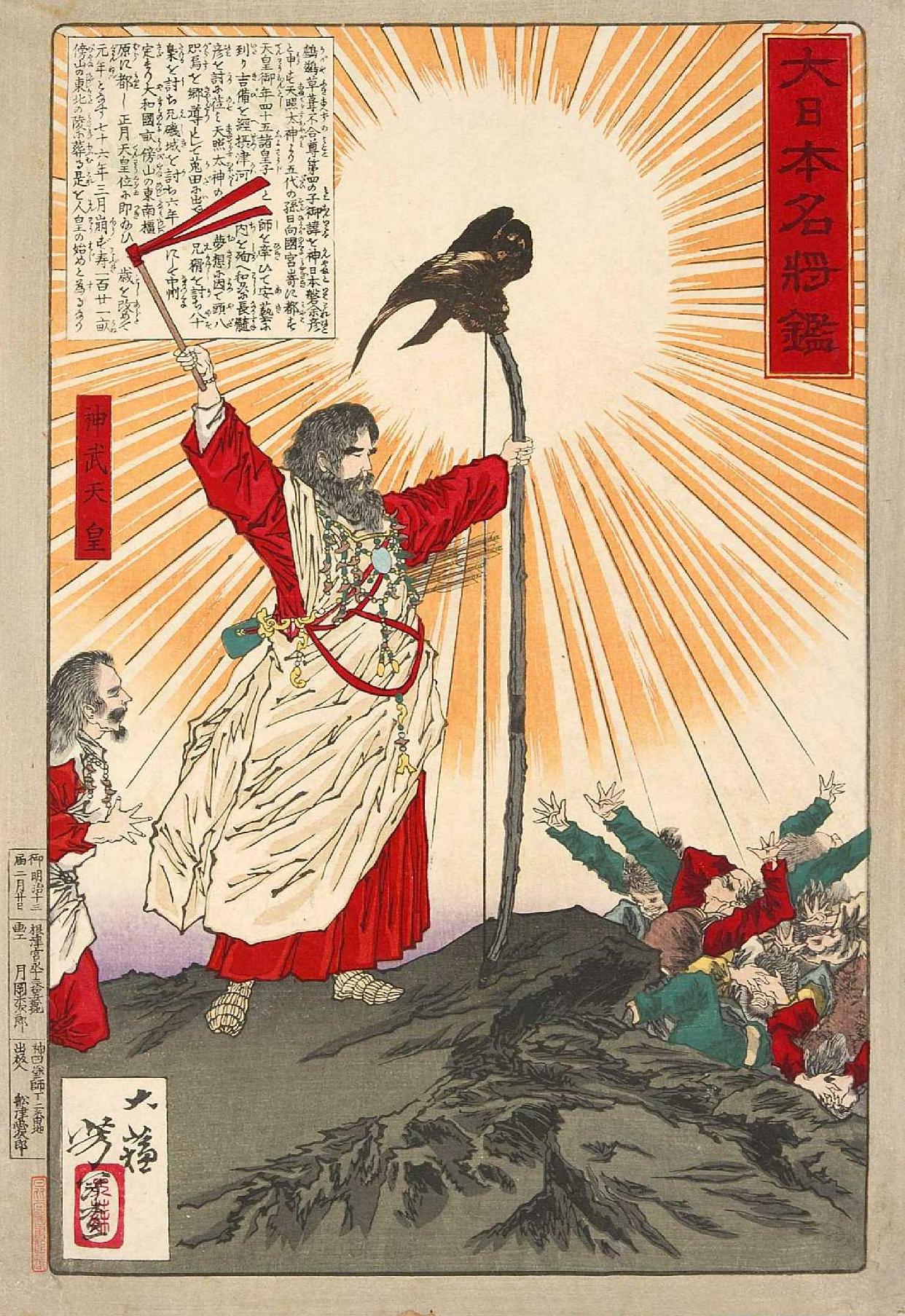
L'empereur Jimmu représenté par Tsukioka Yoshitoshi (1839-1892).

Les origines de la civilisation japonaise sont inscrites dans la légende. Le 11 février 660 av. J.-C. est la date acceptée traditionnellement pour la fondation du Japon par l'Empereur Jimmu. C'est du moins de cette manière que l'histoire japonaise est relatée dans les premiers écrits datant des VIe et VIIIe siècles, peu après l'adoption du système d'écriture chinois et du bouddhisme. À cette époque, les empereurs luttaient pour le pouvoir.
Afin de légitimer leur place sur le trône, ils ont ordonné la création de collections de poèmes mythologiques expliquant que leur pouvoir provenait d'Amaterasu, la déesse du soleil dont Jimmu Tennō, premier empereur légendaire duquel descendrait la famille impériale actuelle, serait l'arrière-arrière-arrière-petit-fils. Les empereurs furent les dirigeants symboliques, alors que le véritable pouvoir était le plus souvent tenu par les puissants nobles de la Cour, régents, ou shoguns (gouverneurs militaires). Dans la tradition Shintō, l'actuel empereur est toujours considéré comme le 125e empereur du Japon, descendant en ligne directe de Jimmu. Le premier empereur attesté par des sources historiques serait Ōjin, qui régna à la fin du IIIe siècle et au début du IVe siècle.

### Les débats historiographiques et scientifiques récents

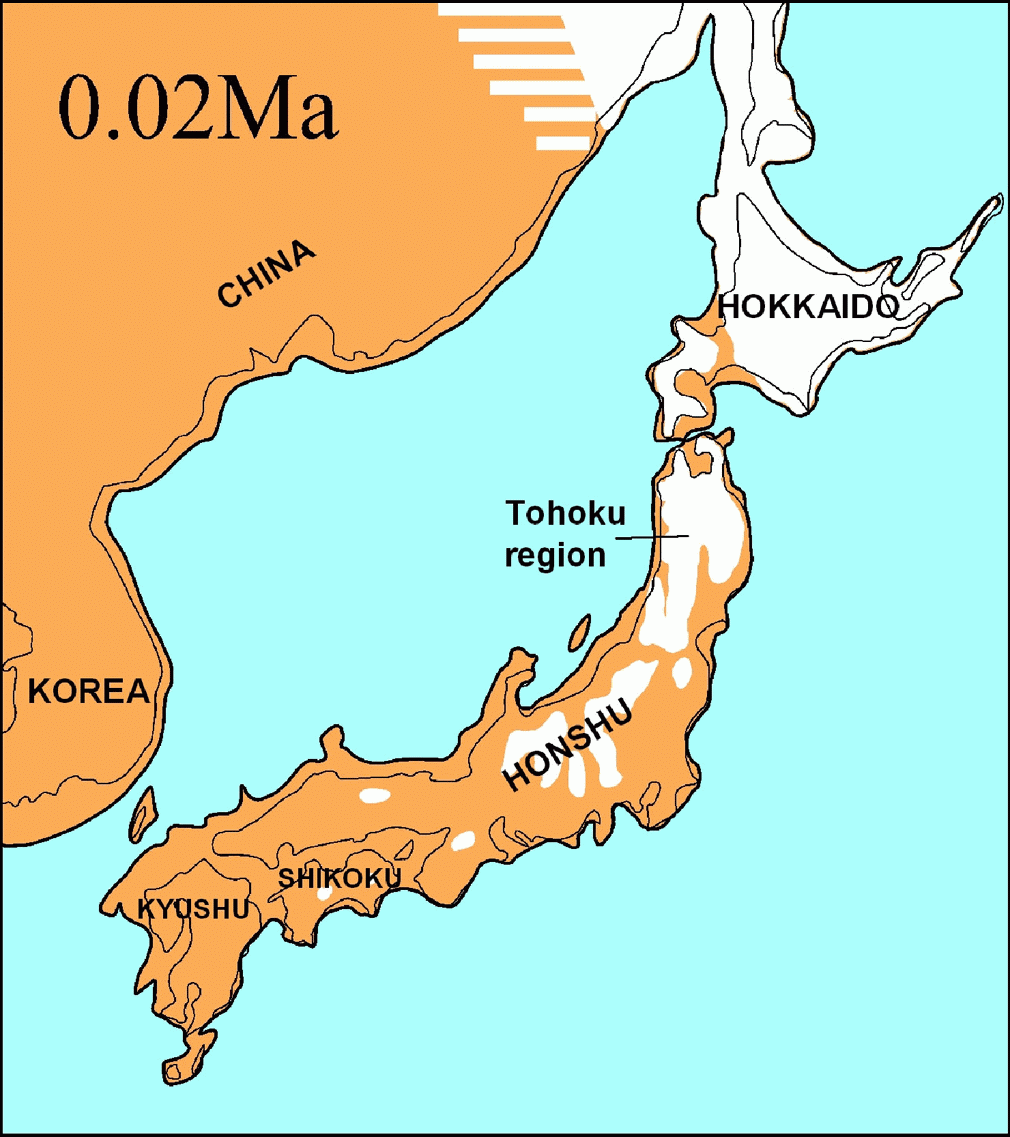
Extension de la calotte glaciaire jusqu'au Japon durant la glaciation de Würm

Après la Seconde Guerre mondiale, et jusqu'aux années 1980 et 1990, le débat scientifique au sujet des origines du peuplement actuel du Japon a opposé deux écoles. Tout d'abord, celle de la « continuité » et du « peuple homogène », qui considère que l'archipel fut peuplé à l'époque paléolithique et depuis, n'a plus connu aucun apport ni aucune transformation génétique, malgré des transformations morphologiques au cours des siècles, établissant ainsi une lignée ininterrompue jusqu'à aujourd'hui. Définie par des historiens et anthropologues de la fin des années 1940, tel le président de la Société Anthropologique de Tokyo de l'époque Kotondo Hasebe, cette hypothèse est élevée au rang de modèle dans les années 1950 et 1960 à travers le concept de « changements microévolutionnaires » établi par Hisashi Suzuki, de l'Université de Tokyo, sur la base d'analyses crâniométriques de milliers de squelettes découverts après la fin de la guerre. Cette thèse de l'unicité de la race japonaise fut élaborée dans une certaine mesure comme une critique vis-à-vis de l’« idéologie d’avant-guerre » dont on considérait qu'en se fondant sur le discours des « origines communes » et sur l'idée d'« un seul et unique peuple » asiatique, elle avait légitimé la politique impérialiste annexionniste du Japon en Asie. Elle reste le paradigme de l'ethnogenèse japonaise jusqu'aux années 1970.
Un contre-modèle se développe toutefois dans les communautés scientifiques des anciennes universités coloniales japonaises, notamment celles de Taipei et de Séoul. Celui-ci repose sur les travaux de Takeo Kanaseki qui, après des fouilles menées sur le site de Doigahama dans la préfecture de Yamaguchi à l'extrémité ouest de Honshū, défend au contraire l'idée que le peuple japonais est issu d'un métissage. Cette hypothèse finit par s'affirmer dans les années 1990 et est désormais admise, surtout depuis l'élaboration du « modèle de structure duale » proposé en 1991 à partir de comparaisons d'ossements et de dents par l'anthropologue Kazurō Hanihara. Pour ce dernier, les actuels Japonais proviennent de deux origines. Il s'agit tout d'abord des populations originelles de chasseurs-cueilleurs de la période Jōmon, qui ont immigré dans l'archipel japonais au cours du paléolithique à partir de ce qu'il estime être l'Asie du Sud-Est grâce aux ponts de terre existant durant la glaciation de Würm. Kazurō Hanihara présente les Aïnous et les Ryukyuans comme leurs descendants directs, repoussés aux marges par une autre vague de peuplement, cette fois-ci de riziculteurs en provenance de l'Asie nord-orientale (et tout particulièrement l'actuelle Corée), à la période Yayoi. Les habitants de Honshū et en grande partie ceux de Kyūshū et Shikoku puiseraient alors largement leur héritage génétique dans ce peuple Yayoi qui se serait en partie métissé avec les habitants préexistants de l'ère Jōmon. Le débat porte depuis lors sur les origines géographiques réelles de ces deux vagues de peuplement, à l'appui d'études comparatives des coutumes, langues et organisations sociales, relevant de différentes disciplines telles que l'archéologie ou l'anthropologie physique, mais également des apports nouveaux de la génétique.

### L'apport de la génétique
Ainsi, selon Masatoshi Nei — directeur de l’Institute of Molecular Evolutionary Genetics de l'université d'État de Pennsylvanie depuis 1990 —, en s'appuyant sur des données de distance génétique, il apparaît que l'origine de la première vague de peuplement (celle de Jōmon) se trouverait plus en Asie du Nord-Est qu'en Asie du Sud-Est ; cette vague serait par ailleurs plus ancienne que ce que Hanihara supposait (au-delà de 30 000 ans avant le présent).

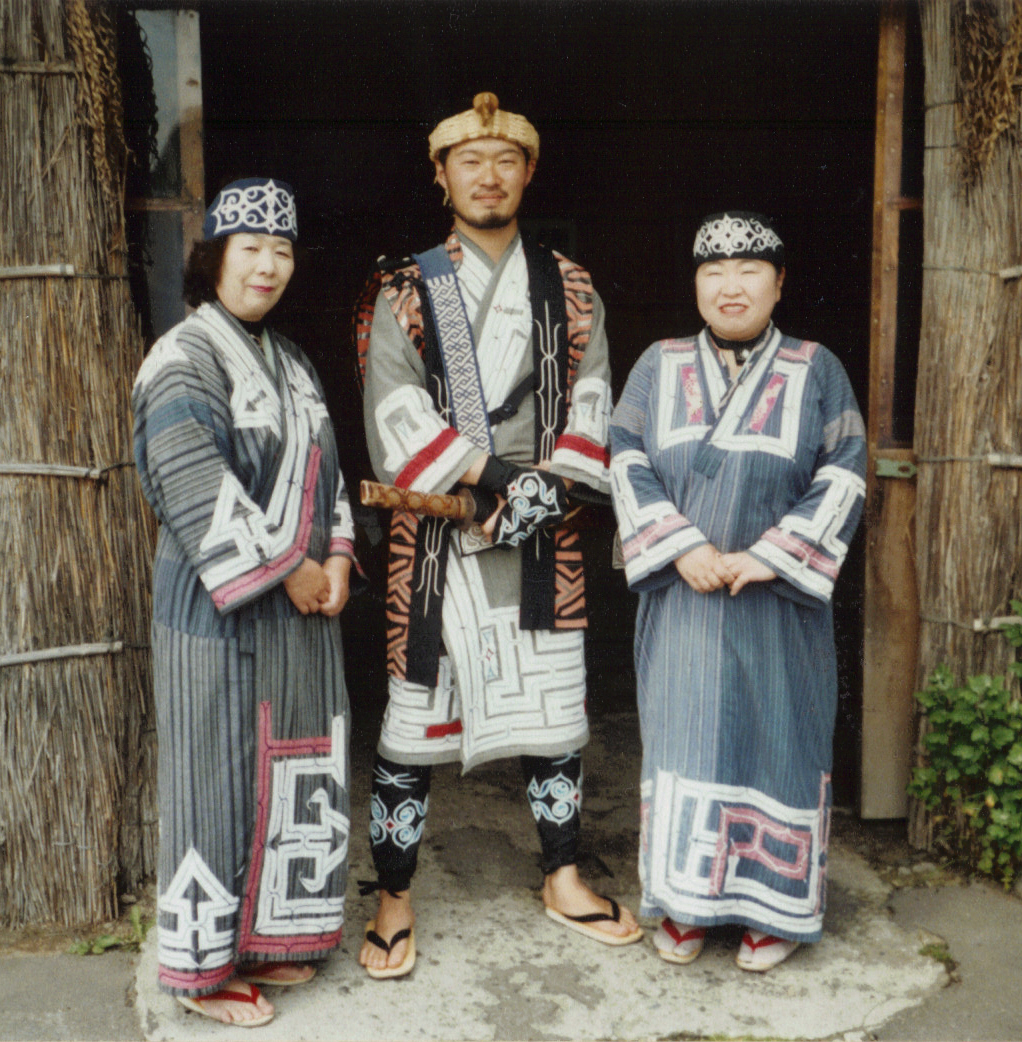
Aïnous portant leurs vêtements traditionnels, Musée aïnou, Shiraoi, Hokkaidō.

Récemment, plusieurs études menées dans les années 1990 et 2000 — tout particulièrement par Michael F. Hammer, professeur associé de l'Université d'Arizona — ont montré une importante proximité génétique entre les Japonais et plusieurs autres populations asiatiques. Ainsi, dans leurs conclusions publiées en 2005, portant sur un échantillon de plus de 2 500 hommes issus de 39 populations asiatiques différentes, dont 259 Japonais pris dans six aires géographiques distinctes — dont celles comportant les quelques communautés minoritaires du pays (Okinawa, Kyūshū, Tokushima sur Shikoku, Shizuoka au centre et Aomori au nord d'Honshū et Hokkaidō) —, Hammer et les chercheurs associés affirment que les lignées du chromosome Y passées du continent asiatique à l'archipel japonais continuent à constituer l'essentiel du patrimoine génétique des hommes japonais.
Les lignées D-p. 37.1 (34,7 % des personnes étudiées, jusqu'à 75 % pour les Aïnous et 55,6 % à Okinawa) et de l'haplogroupe C (8,5 %, jusqu'à 25 % chez les Aïnous et 12,8 % à Okinawa), C-M8 surtout et C-M217 moins certainement, seraient les plus anciennes à s'être développées dans l'archipel avec une survivance particulièrement importante attestant d'une période d'isolement particulièrement longue. En effet, les lignées en question remonteraient aux populations de chasseurs-cueilleurs de la culture Jōmon paléolithique arrivées entre environ 20 000 et 12 000 ans avant le présent (soit durant la glaciation de Würm, en bénéficiant de ponts terrestres entre l'actuel archipel japonais et la Corée), avec une hypothèse forte d'une origine centre-asiatique (la fréquence la plus importante des lignées D se retrouve tout particulièrement au Tibet, avec 50,4 % des individus étudiés, tandis que l'haplogroupe C-M8 est associé à l'haplotype Y-STR lié aux lignées C d'Inde et d'Asie centrale).
Les autres haplogroupes, O (51,8 %) et N (3,9 %), puiseraient leur origine des migrations de riziculteurs à l'origine de la société Yayoi, et proviendraient — semble-t-il, d'après cette étude — surtout de l'Asie du Sud-Est. Ainsi, la plus ancienne de ces lignées, la O-47 (22 % de l'échantillon japonais, absent chez les Aïnous, mais très fréquent dans le centre de Honshū, respectivement à 21,3 et 28,3 %), ne semble se développer véritablement qu'à partir de 4 000 ans avant le présent. Cette analyse, renforcée par plusieurs autres études, démontre donc, d'une part une double origine des lignées masculines d'Asie centrale et d'Asie du Sud-Est, d'autre part que les arrivants « Yayoi » se sont mélangés génétiquement avec les populations « Jōmon ». Les avancées récentes de la génétique semblent donc remettre en question plusieurs des hypothèses du « modèle de la structure duale » de Hanihara.

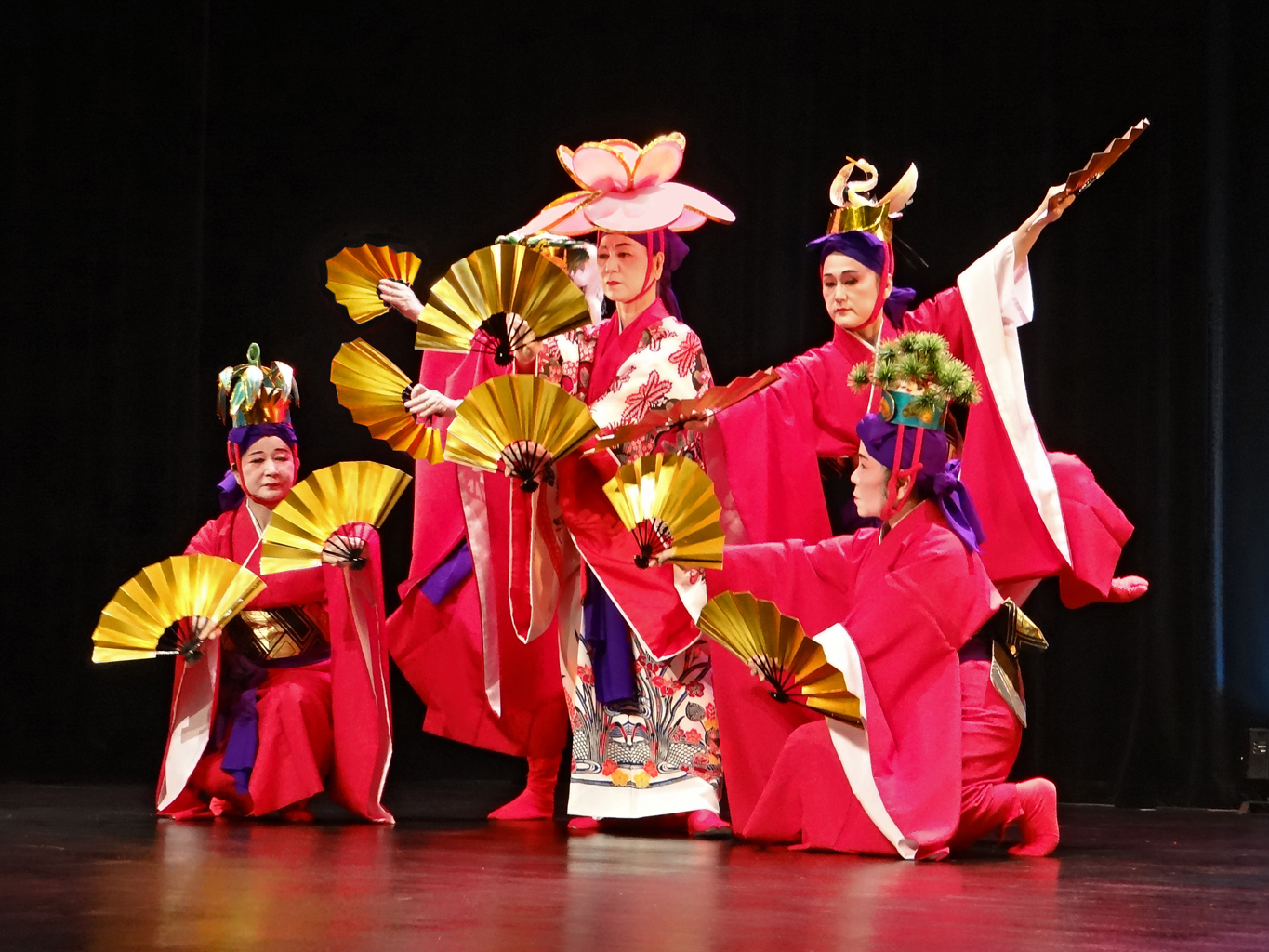
Danses d'Okinawa (archipel Ryūkū)

Longtemps, la plupart des théories ont considéré que les Japonais d'aujourd'hui descendent tant des indigènes Jōmon que des migrants Yayoi — les Aïnous ainsi qu'une grande partie des Ryukyuans seraient plutôt des descendants directs des premiers, tandis que le reste de la population serait issue d'un important brassage et métissage entre les deux. Il est également plus ou moins accepté que les Jōmon proviennent plutôt d'Asie centrale — à savoir le Tibet et plus généralement le sud-ouest chinois actuel —, et que leurs migrations les ont ensuite menés en Mongolie, puis en Sibérie (d'où d'importantes similitudes observées entre les langues, coutumes et rites, pratiqués tant par les Aïnous que par certaines populations de Russie orientale, notamment les Nivkhes), et de là, vers l'archipel japonais durant la glaciation de Würm. Les Jōmon seraient à l'origine des bases de la culture, de la langue et de la religion japonaises traditionnelles. En revanche, les Yayoi partageraient des origines communes avec les Chinois Han et les Coréens,, voire avec des populations d'Asie du Sud-Est, telles que les Yi, les Hani et les Dai. Aucun consensus clair n'a toutefois pu être véritablement trouvé, tandis qu'Arnaud Nanta, professeur associé au CNRS, montre une persistance du concept de « race » au sein de la recherche sur l'ethnogenèse japonaise, ainsi qu'une certaine « obsession de l'identité » allant au-delà des variations entre modèles de l'anthropologie physique. Des apports ultérieurs venus du Pacifique sont également envisagés.
Une étude de paléogénétique de 2021 révèle une origine tripartite des populations japonaises. Au postulat, établi de longue date, selon lequel les populations japonaises tirent une double ascendance des chasseurs-cueilleurs-pêcheurs indigènes Jomon et des agriculteurs Yayoi leur ayant succédé, cette nouvelle hypothèse identifie une forte migration d'ascendance est-asiatique au cours de la période impériale Kofun. L'étude précise que les fermiers du Néolithique moyen de l'ouest de la rivière Liao sont les anciennes populations du continent asiatique génétiquement les plus proches de la source continentale présente chez les individus Yayoi. Les résultats suggèrent que les Hans d'Asie de l'Est constituent la population la plus proche de la nouvelle source continentale caractéristique de la période Kofun. Ces trois composantes ancestrales continuent de caractériser les populations actuelles, soutenant un modèle tripartite d'origines génomiques japonaises. Depuis cette dernière migration, on observe « un certain niveau de continuité génétique » avec la population japonaise moderne.

## Culture et organisation sociale

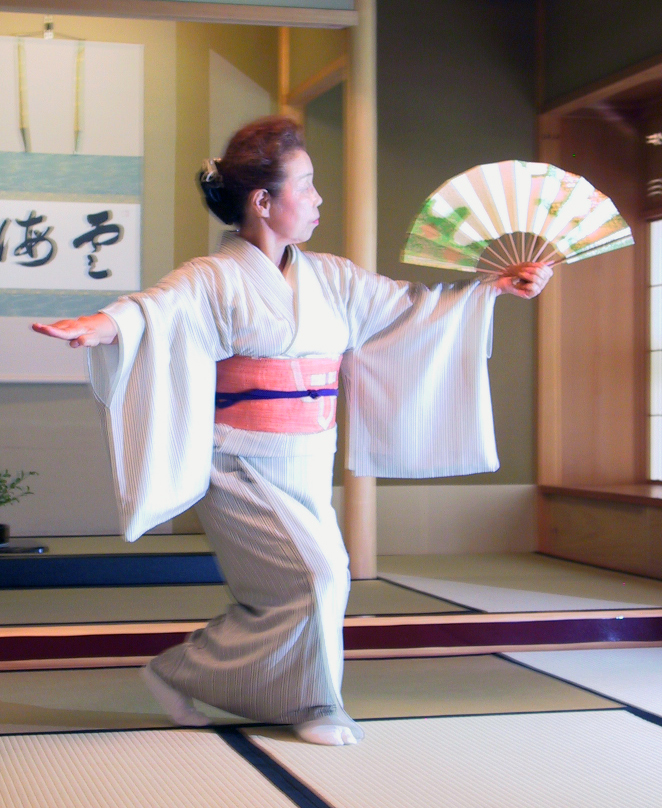
Une danseuse exécutant une danse traditionnelle en kimono

Après ces vagues successives d'immigration, suivies par un apport considérable des cultures chinoise et coréenne, les habitants du Japon connaissent une longue période de relatif isolement par rapport au monde extérieur (sakoku) sous le shogunat Tokugawa, jusqu’à l'arrivée des « bateaux noirs » et l'ère Meiji. Tout ceci produit une culture très différenciée des autres cultures asiatiques et dont l'écho résonne encore dans le Japon contemporain. Par exemple, comme l'a démontré Ruth Benedict dans son étude classique intitulée Le sabre et le chrysanthème, le Japon a une culture fondée sur la honte plutôt que sur la culpabilité comme en Occident.

### Organisation sociale
Traditionnellement, selon qu'on est chez soi (uchi), à l'école ou en entreprise, avec son entourage ou avec des personnes extérieures (soto), le niveau d'interaction entre les individus est lié à leur niveau de proximité hiérarchique (minimal, moyen ou maximal). Ce système de groupe et de famille, très hiérarchisé, fonctionne sur le modèle uchi-soto. La société japonaise prend également en compte la notion de giri, laquelle renvoie au devoir ainsi qu'aux obligations morales et sociales. Le culte des ancêtres lié au bouddhisme, le respect du père inspiré de la morale confucianiste et la dépendance affective (amae) sont les bases du modèle familial. Le système patriarcal (remplacé légalement en 1945 par une famille égalitaire) est encore souvent appliqué dans la pratique. Dans ce modèle, les relations parents-enfants priment sur les relations conjugales, puisque c'est l'enfant qui perpétue l'honneur du ie. Ainsi, au début du XXIe siècle, plus de 10 % des jeunes couples occupent encore une chambre de la maison des parents au lieu de s'installer dans leur propre foyer. L'individu perd ainsi de son importance au profit du clan familial et la société tend vers une sorte de collectivisme.
En 2009, 15,5 % des couples de quinquagénaires seraient issus de « mariages arrangés » (お見合い, o-miai), contre seulement 1,35 chez les trentenaires, ces derniers rencontrant plus souvent leur futur conjoint dans leur entreprise (24 à 29 % selon les sexes et âges), par l'intermédiaire d'amis ou de relations (15 à 25 %), à l'école ou à l'université (11 à 15 %), ou encore, sur Internet (7,2 %). Plus récemment, et pour d'autres raisons, on a vu apparaitre le phénomène dit du parasite single, c'est-à-dire de plus en plus de jeunes gens qui restent chez leurs parents jusqu'à un âge avancé, principalement pour des questions matérielles.
Si l'égalité sexuelle est officiellement assurée par la loi, il existe encore aujourd'hui d'importants déséquilibres. Les femmes représentent 40 % des salariés, mais pas plus de 5 % des cadres[réf. nécessaire]. À fonction égale, une femme perçoit au moins 30 % de rémunération en moins[réf. nécessaire]. Pour les Japonaises, il est extrêmement difficile de concilier vie professionnelle et vie familiale : lorsqu'elles ont un enfant, elles sont presque obligées de démissionner, ce qui n'améliore pas le taux de natalité au Japon. Selon Mizuho Fukushima, ministre d'État aux Affaires sociales et à l'Égalité des sexes du Gouvernement Yukio Hatoyama, « 70 % des jeunes mères quittent leur emploi ». Très souvent, les Japonais considèrent encore que le rôle d'une femme est de faire des enfants et de s'en occuper : seuls 43 % des Japonais jugeaient souhaitable qu'une mère travaille en 2007, contre 23 % en 1992. Le congé de paternité, créé il y a quelques années, n'était pris en 2008 que par 1,2 % des pères. En 2007, les propos du Ministre de la Santé, du Travail et des Affaires sociales Hakuo Yanagisawa, qualifiant les femmes de « machines à faire des enfants », avaient cependant provoqué de l'indignation. La tradition des geishas — femmes entraînées à divers arts dès l'adolescence pour divertir les hommes — reste vivante à Kyoto, où celles-ci se produisent dans des spectacles.
Le Japon ne reconnaît pas le droit de visite : chaque année, 166 000 enfants sont coupés d'un de leurs parents, le père dans 80 % des cas. Le pays ne signe la Convention de La Haye de 1980 — portant sur les aspects civils de l'enlèvement international d'enfants — que le 24 janvier 2014 ; jusque-là, il était l'un des rares pays développés, et le seul pays du G8, à ne pas l'avoir signée (80 signataires en 2009, 89 en 2013),. En 2009, les États-Unis ont été saisis d'un total de 82 cas d'enlèvement impliquant 123 enfants ; la France, le Canada et la Grande-Bretagne, de 35 cas chacun.

### Religions et croyances

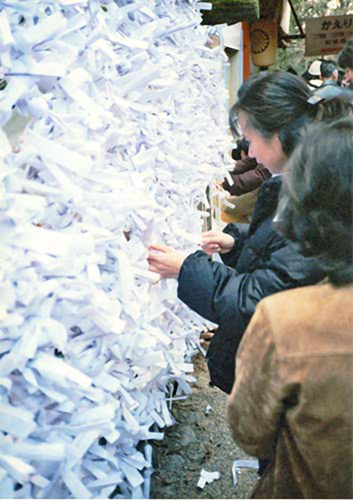
Une femme liant sa fortune (omikuji) au Kasuga-taisha

Il existe de nombreuses religions au Japon mais les deux principales restent le shintoïsme et le bouddhisme. La plupart des Japonais s'identifient aux deux religions, sous la forme d'un syncrétisme ancien. La plupart des Japonais ont une vision neutre de la religion et en pratiquent plusieurs dans leur vie : ainsi, 107 millions de personnes, soit 84 % de la population, se déclaraient en 2005 shintoïste, et 91 millions, ou 71 %, bouddhistes. Une même personne peut aller prier au sanctuaire shinto au nouvel an pour une bonne année et avant les examens d'entrée à l'école pour implorer son succès, puis plus tard avoir un mariage dans une église et des funérailles dans un temple bouddhiste.
Le shintoïsme est la religion native et endémique au Japon. Elle est née d’un mélange entre animisme, chamanisme, et culte des ancêtres. Peu à peu, tous ces cultes de la fertilité, ces vénérations de la nature, parfois capricieuse (tremblements de terre, typhons, tsunamis, etc), se sont amalgamés et codifiés pour former le shintō. Ses origines remontent très loin dans le passé. On se pose encore la question de savoir si la culture Jōmon possédait une religion centrée sur la vénération de dieux ressemblant peu ou prou à ce qu’on connaît aujourd'hui. Quoi qu'il en soit, l'animisme se retrouve également chez les Aïnous et le culte des kamuy (esprit, écrit aussi kamui), à comparer aux Kami (divinités ou esprits) du panthéon shintō. Avec la culture Yayoi, plus complexe, commence à apparaître une iconographie de style shintoïste nettement plus marquée. L'introduction de la culture du riz semble avoir apporté avec elle des rites liés aux semailles et à la moisson, probablement très proches des rituels shintoïstes encore pratiqués aujourd’hui dans les campagnes japonaises.
Le bouddhisme fut quant à lui importé de Chine et de Corée à partir des Ve et VIe siècles, il est donc fortement influencé des bouddhismes chinois et coréen, mais aussi par le shintoïsme. En 592, après des luttes d'influence avec le shintō, le bouddhisme fut déclaré religion d'État. Le bouddhisme s'est introduit par le « haut », dans les classes sociales dominantes, avant d'atteindre le peuple, car ses enseignements relativement difficiles ne pouvaient pas encore être compris par l'ensemble de la population, non lettrée, du Japon. Son histoire peut être divisée en trois périodes, ayant chacune vu l'introduction de nouvelles doctrines ou l'évolution d'écoles existantes, des trois grands courants du bouddhisme :
- époque de Nara (710-794) : écoles Hossō, Kegon et Ritsu ;
- époque de Heian (794-1185) : Tendai et Shingon ;
- époque de Kamakura (1185-1333) : bouddhisme de Nichiren, écoles inspirées par la Terre pure ou amidisme (Jōdo, Jōdo shin, Yūzū nenbutsu et Ji) et écoles Zen (Rinzai, Sōtō et Ōbaku).

Avec la refonte de la constitution en 1868 sous l'ère Meiji, le shintō devint une religion d'État : le Kokka shinto (国家神道, shinto d'État). Dès 1872, tous les prêtres devinrent des employés de l'État, et chaque citoyen devait s'enregistrer comme membre de son sanctuaire local, devenant par le fait même membre du sanctuaire d'Ise. Toutefois, cette époque correspond également avec l'introduction de la liberté de culte en 1871, avec la possibilité pour les chrétiens surtout de pratiquer leur culte librement. L'empereur du Japon, descendant de la déesse Amaterasu selon la tradition mythique et désormais chef de l'État et commandant suprême de la Marine et de l'Armée, fut l'objet d'un véritable culte. Ce culte prit une importance primordiale lors de l'expansionnisme du Japon durant l'ère Showa. L'empereur Shōwa  fut ainsi instrumentalisé pour justifier l'expansionnisme et la militarisation auprès de la population japonaise. La manifestation tangible qui faisait de l'empereur le représentant des dieux était les insignes impériaux. Le Kokka shintō perdura jusqu'en 1945 lorsque Mac Arthur, le Commandant suprême des forces alliées, exigea la réforme de la Constitution et priva l'empereur de ses pouvoirs exécutifs. Le « shintō d'État » fut alors démembré, mettant un terme au principe de la religion officielle au Japon.
Les « religions du Livre » ont également été introduites au Japon. C'est le cas surtout du christianisme, qui se retrouve à travers l'Église orthodoxe russe qui s'est répandue au sein des populations Aïnous de l'extrême nord du Japon, mais avant tout le Christianisme et le Protestantisme. Les activités missionnaires catholiques au Japon débutèrent en 1549 à Kagoshima, lancées par les Jésuites de François Xavier soutenus par le Portugal, avant que les Ordres mendiants soutenus par les Espagnols n'accèdent à leur tour au Japon. Les Jésuites tentèrent dans un premier temps d'influencer les hommes de pouvoir pour ensuite diffuser la religion au reste de la population. Les historiens présument que la conversion des Japonais au christianisme a été forcée, même si les chrétiens prétendent que cette conversion visait uniquement à reproduire le comportement exemplaire de leurs seigneurs. Les chrétiens du Japon de cette époque sont appelés kirishitan ; la grande majorité d'entre eux abandonnèrent leur foi après les persécutions, à la suite de l'interdiction du christianisme par le shogunat Tokugawa en 1614. L'ouverture du Japon à l'Occident lors du Bakumatsu à partir de 1853 puis la liberté de culte accordée par l'empereur Meiji en 1871 permet un retour des missionnaires, même si le prosélytisme est toujours officiellement interdit. Le catholicisme et le protestantisme, qui créent notamment des établissements scolaires et universitaires privés, connaissent un certain succès auprès des élites japonaises et se développent particulièrement (tout en restant largement minoritaire encore aujourd'hui, avec environ 3 millions de croyants en 2005, soit 2 % de la population totale, le nombre de chrétiens a doublé en dix ans entre 1995 et 2005, et presque triplé depuis 1980) après 1945. Huit des 61 Premiers ministres qui se sont succédé depuis 1885 sont de confession chrétienne dont les cinq catholiques Takashi Hara (1918-1921), Shigeru Yoshida (1946-1947 et 1948-1954), Tetsu Katayama (1947-1948), Masayoshi Ōhira (1978-1980) et Tarō Asō (2008-2009), et les trois protestants Korekiyo Takahashi (1921-1922), Ichirō Hatoyama (1954-1956) et Yukio Hatoyama (2009-2010). L'actuelle impératrice est issue d'une famille catholique, bien qu'elle ne soit pas elle-même baptisée.
Un certain nombre de nouvelles religions se sont établies au Japon au XXe siècle, et ont aujourd'hui une place relativement importante au Japon. Beaucoup de ces sectes sont des syncrétismes entre la pensée traditionnelle japonaise et la pensée occidentale, et certaines incorporent des éléments de l'hindouisme et du fondamentalisme. Appelées shinshūkyō, les principales sont Sōka Gakkai (sur la base du bouddhisme de Nichiren, officiellement organisation laïque), Sūkyō Mahikari, Konkokyo (d'inspiration shintō hénothéiste) et Ōmoto-kyō (d'inspiration shintō hénothéiste, ayant également divinisé Ludwik Lejzer Zamenhof, le fondateur de l'espéranto). L'une d'elles, Aum Shinrikyō, est responsable de l'attaque d'une station de métro de Tokyo au gaz sarin le 12 mars 1995. Le bilan de cet attentat s'établit à 12 personnes tuées et plus de 5 500 blessés. Cependant, cet acte isolé n'est pas représentatif du climat de paix qui règne entre les différentes communautés religieuses au Japon.
L'Agence pour les affaires culturelles dénombrait en 2005 plus de 41 000 organisations religieuses pour près de 183 000 édifices religieux (chaque édifice religieux d'une même organisation pouvant avoir sa propre personnalité juridique). Dans le détail, on trouve :
- 3 157 organisations shintoïstes (85 428 édifices ayant une personnalité juridique) ;
- 8 614 organisations bouddhistes (77 754 édifices) ;
- 5 101 organisations chrétiennes (4 275 édifices) ;
- 24 203 autres organisations (15 339 édifices).

### Langue et écriture japonaise
La compréhension de la langue japonaise est primordiale pour comprendre la culture japonaise. La culture traditionnelle et la culture moderne japonaise reposent toutes les deux sur la langue écrite et le langage parlé.
Le japonais est une langue SOV, agglutinante et morique connue pour être très proche des langues et dialectes des îles Ryūkyū, formant alors la famille des langues japoniques. La théorie plus ancienne qui proposait qu'il s'agissait d'un isolat relatif à des langues défuntes est généralement rejetée par les spécialistes. Pourtant, sa classification reste controversée. La théorie la plus répandue est que les langues japoniques ne sont apparentées à aucune famille linguistique. Cependant, d'autres théories controversées l'ont rattaché à des langues éteintes de Mandchourie, de la péninsule coréenne jusqu’aux familles des langues altaïques, ouraliennes ou autres isolats parfois rassemblés dans la « superfamille ouralo-altaïque » (finnois, estonien, coréen), ou des langues austronésiennes du Pacifique Sud.
Même s'il n'est pas apparenté au mandarin, le japonais a emprunté beaucoup de vocabulaire à cette langue. Le système d'écriture japonais lui-même a été développé sous l'influence des moines bouddhistes chinois à partir du IVe siècle, aboutissant à l'emploi d'environ une dizaine de milliers de sinogrammes, les Kanji, chacun disposant de plusieurs prononciations possibles selon une lecture on'yomi (historique dérivée du mandarin), kun'yomi (issue historiquement du japonais) ou des expressions en ateji (emploi des kanjis comme d'un syllabaire et non plus comme des idéogrammes). À ces signes s'ajoutent deux syllabaires : les hiraganas formés par abréviation cursive de kanjis homophones et qui permettent de transcrire la langue japonaise sans ambigüité, au contraire de ces derniers ; les katakanas utilisés pour transcrire les mots étrangers, les noms propres étrangers, les noms scientifiques des plantes et animaux, et les onomatopées japonaises. Malgré un système d'écriture très complexe, le Japon a le plus haut taux d'alphabétisation du monde.
La quasi-totalité des citoyens japonais parlent une langue japonique, et tout particulièrement le japonais ou ses nombreux dialectes, accents ou parlers régionaux. L'aïnou, parlée traditionnellement et historiquement par la communauté du même nom, est un isolat, les spécialistes n'ont pas réussi à établir sa parenté linguistique avec d'autres langues. D'un point de vue typologique, il est plutôt proche des langues dites paléo-sibériennes. On constate un certain nombre de mots communs entre l'aïnou et le nivkhe ainsi qu'entre l'aïnou et le japonais, mais il s'agit d'emprunts. Majoritairement parlée dans les îles Kouriles jusqu'au milieu du XIXe siècle, et plus anciennement dans les îles de Honshū et de Sakhaline, la langue aïnou est en voie d'extinction du fait notamment d'une politique menée par l'État japonais d'imposition de leur langue, notamment dans le système éducatif, à partir de la colonisation de Hokkaidō et des îles Kouriles au XIXe siècle. En 1996 il ne restait plus qu'une dizaine de locuteurs tous âgés de plus de 80 ans, sur quelque 150 000 individus se réclamant d'ascendance aïnou (et probablement bien plus encore si on inclut ceux qui s'ignorent de cette origine, ou préfèrent la taire par peur de discrimination). Ces gens, pour la plupart, ne parlent que le japonais, bien que l'on observe un nombre croissant de personnes désirant apprendre l'aïnou. Il existe aussi une signalisation routière bilingue dans les zones de langue aïnou. Cette évolution récente est à porter au crédit d'activistes de la communauté, dont en particulier Shigeru Kayano.

### Littérature japonaise
La littérature japonaise est généralement divisée en trois périodes principales : la période ancienne, la période médiévale et la période moderne.
La littérature ancienne (antérieure au XIIe siècle) comprend entre autres les œuvres suivantes : Kojiki, Nihonshoki, Notes de chevet (Makura no soshi), le Dit du Genji (Genji monogatari), Man'yōshū (recueil de dix mille feuilles), Kokin wakashū (recueil de waka du Man'yōshū jusqu'aujourd'hui). Les thèmes de ces écrits sont la vie, l'amour et les passe-temps des nobles à la cour de l'Empereur, avec les styles traditionnels poétiques de cour (notamment le tanka et plus généralement le waka) et des récits en prose, soit des contes ou de nature épique (le monogatari).
La littérature médiévale (XIIe – XIXe siècles) est marquée par une forte influence du bouddhisme zen, les personnages y sont des prêtres, des voyageurs ou des poètes ascétiques. Durant cette période, le Japon souffre de nombreuses guerres civiles qui entraînent le développement d'une classe de guerriers et de samouraïs, entourés de contes, histoires et légendes.
La littérature moderne (fin du XIXe siècle jusqu'à nos jours) correspond à l'ouverture du Japon et à son exposition au monde occidental. Une seule forme littéraire tend à se développer dans cette période pour ce qui est du roman : le shishōsetsu (ou watakushi shōsetsu, roman à la première personne). Ces courtes histoires ont pour personnage principal l'écrivain lui-même et ont une allure assez confessionnelle dans leur façon de transmettre les expériences signifiantes de la vie de l'auteur. Pur ce qui est de la poésie, on voit fleurir à partir de la deuxième moitié du XIXe siècle le haïku, ou petit poème extrêmement bref visant à dire l'évanescence des choses. La littérature moderne combine les influences existentialistes des anciens écrits zen et les réalités du monde actuel en les plaçant dans un contexte moderne où le progrès rapide ne sert qu'à exacerber le sentiment d'aliénation ressenti par l'auteur. À ce jour, deux Japonais ont reçu le Prix Nobel de littérature : le premier fut Yasunari Kawabata en 1968, et le second fut Kenzaburō Ōe en 1994.
Parallèlement, il existe aussi une littérature qui essaye de capturer les sensations et histoires des animes, mangas et jeux vidéo par écrit. C'est un échange à double sens et certains écrits sont repris pour être mis en images et transformés en manga par exemple. Bien que ce type de littérature soit mal vu par les autorités littéraires traditionnelles, elles ont cependant un effet positif, encourageant les jeunes gens à lire davantage.

### Arts japonais

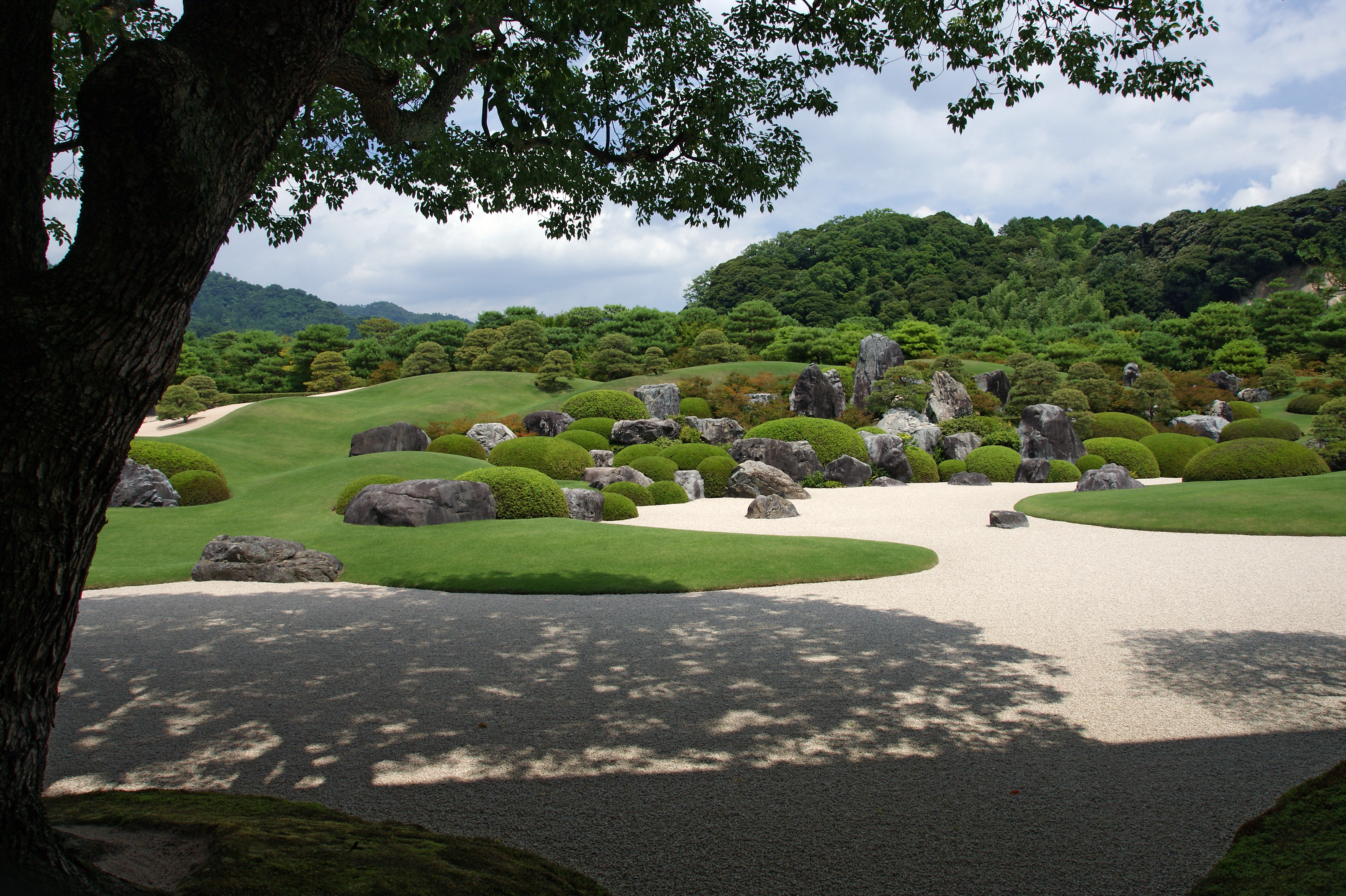
Le jardin japonais du Musée Adachi

L'art japonais date des premières traces découvertes au Japon et a beaucoup évolué au cours des siècles, des poteries Jōmon des environs du Xe millénaire av. J.-C. jusqu'à l'art contemporain de nos jours.
Tout au long de l'histoire, le Japon a subi de soudains assauts d'idées extérieures et nouvelles, suivis de longues périodes de repli sur lui-même. Au fil du temps, les Japonais développèrent la capacité d'intégrer, d'imiter et finalement d'assimiler et de s'approprier ces éléments issus de cultures étrangères en les complétant de leurs propres préférences esthétiques. Les premiers arts complexes du Japon furent créés pendant les VIIe et VIIIe siècles apr. J.-C. en rapport avec le bouddhisme. Lors du IXe siècle, alors que le Japon commençait à se détourner de la Chine et à développer des formes d'expression indigènes, les arts profanes se mirent à prendre une incroyable importance. Ces formes d'art, au même titre que l'art religieux, fleurirent jusqu'à la fin du XVe siècle. Après la Guerre d'Ōnin (応仁の乱, Ōnin no Ran, 1467-1477), le Japon entra dans une période de perturbations politiques, sociales et économiques qui dura presque un siècle. Dans l'État qui émergea par la suite sous le joug du clan Tokugawa |徳川, la religion joua un rôle moins important et les formes d'art qui y survécurent furent essentiellement profanes.
La peinture est le moyen d'expression artistique favori au Japon, pratiquée aussi bien par des professionnels que par des amateurs. Les Japonais ont écrit avec un pinceau plutôt qu'avec un stylo jusqu'à notre époque moderne et leur familiarité avec les techniques du pinceau les ont rendus particulièrement sensibles aux valeurs picturales. Avec la montée de la culture populaire pendant l'ère Edo (江戸時代), un type d'estampes nommé ukiyo-e (浮世絵) devint un art majeur et ses techniques furent perfectionnées par la suite, ce qui permit de produire des impressions couleur des choses de tous les jours, du livre d'école à la pornographie. La sculpture fut un moyen d'expression artistique moins prisé ; la plus grande partie des sculptures japonaises est liée à la religion et son utilisation déclina en même temps que l'importance donnée à la tradition bouddhiste. Les céramiques japonaises, représentant l'un des premiers artefacts de cette civilisation, se classent parmi les plus fameuses du monde. En architecture, les Japonais ont une préférence marquée pour les matériaux naturels et les interactions entre les espaces intérieurs et extérieurs.
L'art japonais est caractérisé par des oppositions esthétiques. Par exemple, dans les céramiques des périodes préhistoriques, l'exubérance était suivie par un style discipliné et raffiné. Un autre cas de figure est fourni par deux structures du XVIe siècle diamétralement opposées : le Palais de Katsura (桂離宮, Katsura rikyū) est un exercice de simplicité mettant l'accent sur les matériaux naturels et bruts, et montre une affinité pour la beauté non-recherchée ; le Mausolée de Tōshōgū (東照宮) à Nikkō (日光) est une structure symétrique rigide recouverte sur chacune de ses surfaces visibles de gravures en relief colorées avec éclat. L'art japonais, valorisé non seulement par sa simplicité mais également par son exubérance colorée, a considérablement influencé la peinture occidentale du XIXe siècle (avec le japonisme) et l'architecture occidentale du XXe siècle.

### Gastronomie japonaise

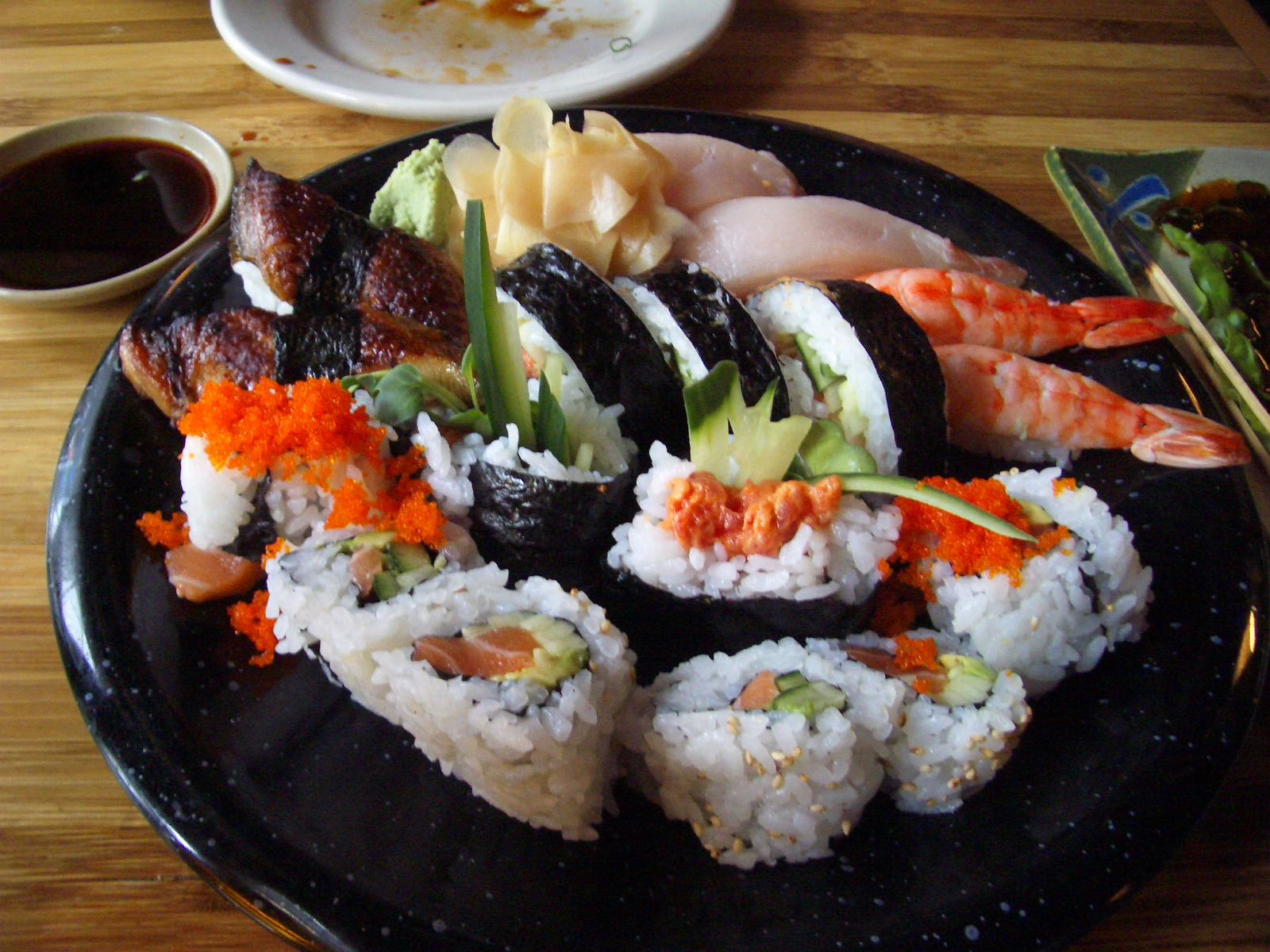
Sushi et maki

Au cours d'un long passé culinaire, les Japonais ont développé une cuisine sophistiquée et raffinée très sensible aux changements de saisons. La culture du riz, céréale de base au Japon, semble s'être développée à la période Yayoi voire à la fin de celle de Jōmon après avoir été importée de Corée. L'autre grande composante de l'alimentation au Japon, et cela depuis les origines du peuplement de l'archipel, reste les produits de la mer.
Les Japonais d'aujourd'hui jouissent d'une grande variété de mets traditionnels, comprenant de nombreux plats à base de fruits de mer (sushi et sashimi), de nouilles (udon et soba), mais aussi une multitude de plats exotiques. On peut facilement se procurer des plats chinois, coréens, ou thaïs comme des mets français, italiens ou américains. La cuisine japonaise est le produit de son environnement et de ses habitants. La facilité de se procurer des ingrédients frais a permis les sushis, la haute température et l'humidité a mené aux variétés de nourriture marinée et fermentée comme le natto et la sauce de soja, et une adaptation des cuisines étrangères a conduit au ramen.

## Démographie

### Crise démographique
Après avoir atteint 127 millions d'habitants en 2005, la population du Japon s'est stabilisée, et le Japon cherche actuellement à trouver des solutions pour enrayer un effondrement démographique qui s'annonce aussi brutal que celui de la Russie. Pour cela, le gouvernement japonais étudie comment d'autres pays développés parviennent à maintenir un taux de fécondité suffisant ou presque pour maintenir la population. Le niveau requis est de 2,1 enfants par femme, il est exactement de 2,07 en France (en 2006, chiffre de l'INSEE) mais inférieur à 1,3 au Japon. Si rien n'est fait pour y remédier, le Japon n'aura plus que 60 millions d'habitants à la fin du XXIe siècle.

### Populations d’origine japonaise dans le monde

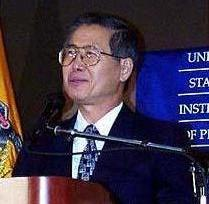
Alberto Fujimori, président du Pérou de 1990 à 2000

Les composantes les plus importantes de la diaspora japonaise sont fixées au Brésil et aux États-Unis, pays peuplés par des immigrants japonais depuis la première moitié du XXe siècle.
La plus importante communauté japonaise à l'étranger se retrouve au Brésil, notamment présente dans l'activité maraichère. La première génération Issei rêvait de faire fortune et de revenir au Japon, alors que la deuxième génération Nisei, née au Brésil, avait le Brésil comme patrie, et avait presque le monopole de la culture maraîchère et du commerce des fruits et légumes dans l'État de São Paulo. La troisième génération Sansei est totalement intégrée. Il y a aujourd'hui entre 1,3 et 1,5 million d'habitants d'origine japonaise au Brésil (800 000 aux États-Unis). Dans les années 1990 et 2000, le Japon a incité des anciens immigrants japonais du Brésil à revenir au pays (出稼ぎ, dekasegi, lit. « sortis pour gagner de l'argent »). Cette main d'œuvre non qualifiée devait pallier les faibles classes d'âge pour les travaux non qualifiés. Entre 1990 et 2008, le nombre de ces nikkeijin est passé de 4 000 à 316 000. Ils ont été les premiers sacrifiés de la crise économique de 2008-2009.
Les Nippo-américains sont la troisième plus grande communauté asiatique aux États-Unis avec, selon le bureau de recensement américain, 1 221 773 individus en 2007 soit 0,4 % de la population totale, incluant les personnes se déclarant d'origines mixtes. Les principales communautés se trouvent en Californie (394 896), à Hawaii (296 674), dans l'État de Washington (56 210), à New York (45 237) et dans l'Illinois (27 702). Chaque année 7 000 nouveaux migrants japonais entrent aux États-Unis mais il est difficile d'établir un solde migratoire précis car un certain nombre de personnes âgées nippo-américaines retournent au Japon. Parmi les Nippo-américains célèbres peuvent être cités le sénateur démocrate d'Hawaii Daniel Inouye, l'ancien secrétaire au Commerce de l'administration Clinton puis aux Transports de l'administration Bush Norman Mineta, l'ancien chef d'État-major et actuel secrétaire aux Anciens combattants de l'administration Obama Eric Shinseki ou l'astronaute décédé dans l'accident de la navette Challenger en 1986 Ellison Onizuka.
Ailleurs, on trouve quelques Japonais dans les autres pays asiatiques (ils seraient encore 120 000 aux Philippines en 2006 et 115 000 en République populaire de Chine en 2005), même si l'essentiel des immigrants de la colonisation ont été rapatriés après 1945, au Canada où des Japonais immigrèrent principalement en Colombie-Britannique sur la côte Pacifique (85 000 en 2001, avec un fort métissage puisque 62,4 % d'entre eux n'auraient qu'un ancêtre japonais, 31,73 % se retrouvent à Vancouver), ou en Amérique latine. On peut notamment citer Alberto Fujimori, fils de Japonais ayant immigré au Pérou en 1934 tandis que sa naissance fut déclaré au consul japonais de Lima pour qu'il conserve la nationalité japonaise, qui fut le président du Pérou de 1990 à 2000.